# Чёртов Стул (скала)
Чёртов Стул — известняковая скала в Свердловской области (Россия), расположенная к востоку от Уральских гор, на левом берегу реки Пышмы. Скала находится в пределах старинного уральского села Курьи, на территории лесопарка санатория «Курьи» в 200 м от более известной скалы Три Сестры. Геоморфологический и ботанический памятник природы, место произрастания горно-степной флоры.

## Описание
Скала Чёртов Стул величественно возвышается над рекой Пышмой, выдаваясь острым башенным выступом из остального скалистого берега, поросшего сосновым лесом. Со стороны реки скала имеет чёткие вертикальные каменные склоны и статный силуэт с каменным утёсом. В верхней части отвесного склона расположена ступень, напоминающая гигантское каменное кресло. На вершине утёса имеется небольшая ровная каменная площадка. Склоны со стороны берега намного более, покрыты сосновым бором, а у подножья утёса, вдоль побережья произрастает кустарник.
В 2001 году Постановлением Правительства Свердловской области от 17 января 2001 года № 41-ПП скала Чёртов Стул была объявлена геоморфологическим и ботаническим памятником природы. Этим же правовым актом охрана территории объекта возложена на Сухоложское лесничество. Площадь особо охраняемой природной территории составляет 5 га. Для сохранения памятника природы необходимо поддерживать санитарное состояние, а также запретить разведение костров вблизи охраняемой территории.